# Spjutkastning för damer i friidrott vid olympiska sommarspelen 1972
Spjutkastning för damer vid olympiska sommarspelen 1972 i München avgjordes 31 augusti-1 september. 

## Medaljörer
| Gren          | Guld                     | Guld         | Silver                          | Silver  | Brons              | Brons   |
| Spjutkastning | Ruth Fuchs · Östtyskland | 63,88 m (OR) | Jacqueline Todten · Östtyskland | 62,54 m | Kate Schmidt · USA | 59,94 m |

## Resultta

### Kval
| Placering | Namn                  | Nationalitet  | Märke | Kast 1 | Kast 2 | Kast 3 |
| --------- | --------------------- | ------------- | ----- | ------ | ------ | ------ |
| 1         | Ruth Fuchs            | Östtyskland   | 60.88 | x      | 60.88  | p      |
| 2         | Jacqueline Todten     | Östtyskland   | 59.62 | 59.62  | p      | p      |
| 3         | Kate Schmidt          | USA           | 58.84 | 52.26  | 58.84  | p      |
| 4         | Nataša Urbančič       | Jugoslavien   | 57.02 | 57.02  | p      | p      |
| 5         | Mária Kucserka        | Ungern        | 56.72 | 56.72  | p      | p      |
| 6         | Lyutvian Mollova      | Bulgarien     | 56.30 | 56.30  | p      | p      |
| 7         | Eva Janko             | Österrike     | 56.18 | 56.18  | p      | p      |
| 8         | Svetlana Korolyova    | Sovjetunionen | 55.90 | 55.90  | p      | p      |
| 9         | Anneliese Gerhards    | Västtyskland  | 55.24 | 55.24  | p      | p      |
| 10        | Ileana Zörgö          | Rumänien      | 54.34 | 54.34  | p      | p      |
| 11        | Ewa Gryziecka         | Polen         | 53.68 | 53.68  | x      | 51.56  |
| 12        | Magda Paulányi        | Ungern        | 53.62 | 53.62  | 52.87  | 52.78  |
| 13        | Angéla Ránkyné Németh | Ungern        | 53.48 | 53.48  | x      | 51.40  |
| 14        | Daniela Jaworska      | Polen         | 52.40 | 44.68  | 52.40  | 50.16  |
| 15        | Sherry Calvert        | USA           | 51.38 | x      | 51.38  | 51.00  |
| 16        | Nina Marakina         | Sovjetunionen | 51.06 | 51.06  | 41.64  | x      |
| 17        | Marion Becker         | Rumänien      | 50.74 | x      | 48.70  | 50.74  |
| 18        | Amelie Koloska        | Västtyskland  | 48.42 | 48.42  | x      | x      |
| 19        | Roberta Brown         | USA           | 47.88 | x      | 47.88  | x      |
| –         | Rosa Molina           | Chile         | DNS   |        |        |        |

### Final
| Placering | Namn               | Nationalitet  | Placering | Kast 1 | Kast 2 | Kast 3 | Kast 4 | Kast 5 | Kast 6 |
| --------- | ------------------ | ------------- | --------- | ------ | ------ | ------ | ------ | ------ | ------ |
| 1         | Ruth Fuchs         | Östtyskland   | 63.88 OR  | 57.44  | 60.20  | 50.20  | 61.16  | 63.88  | 59.16  |
| 2         | Jacqueline Todten  | Östtyskland   | 62.54     | x      | 55.44  | 57.18  | 59.70  | 56.92  | 62.54  |
| 3         | Kate Schmidt       | USA           | 59.94     | 59.94  | 58.32  | 59.84  | x      | 48.80  | 56.10  |
| 4         | Lyutvian Mollova   | Bulgarien     | 59.36     | 56.46  | 59.36  | 55.10  | x      | 56.00  | 58.44  |
| 5         | Nataša Urbančič    | Jugoslavien   | 59.06     | x      | x      | 56.48  | 56.38  | 59.06  | x      |
| 6         | Eva Janko          | Österrike     | 58.56     | x      | 58.50  | x      | x      | 58.56  | 2.06   |
| 7         | Ewa Gryziecka      | Polen         | 57.00     | 44.40  | 47.34  | 57.00  | 55.88  | 54.86  | x      |
| 8         | Svetlana Korolyova | Sovjetunionen | 56.36     | 56.30  | 55.08  | x      | x      | 56.36  | x      |
| 9         | Anneliese Gerhards | Västtyskland  | 55.84     | 54.84  | 55.84  | 54.72  |        |        |        |
| 10        | Mária Kucserka     | Ungern        | 54.40     | x      | x      | 54.40  |        |        |        |
| 11        | Magda Paulányi     | Ungern        | 52.36     | x      | x      | 52.36  |        |        |        |
| –         | Ileana Zörgö       | Rumänien      | NM        | x      | x      | x      |        |        |        |

Key:  OR = Olympiskt rekord; p = giltigt; x = ogiltigt; NM = ingen notering